# 스튜어트 다우닝
스튜어트 다우닝(영어: Stewart Downing, 1984년 7월 22일, 잉글랜드 미들즈브러 ~ )은 잉글랜드의 은퇴한 축구 선수로, 잉글랜드 축구 국가대표팀의 일원이었다. 다우닝은 좌우 윙어로 뛰어난 역할을 하며, 잉글랜드의 탑 윙어 중 하나로 뽑힌다. 뛰어난 왼발 킥력은 데이비드 베컴과 비견될 정도로 날카롭다.
2011년 7월 15일, 리버풀 FC의 일원이 되었다.
2011-12 시즌에서 프리미어리그 경기 36경기를 뛰면서 득점을 기록하지 못했다(0득점 2도움). 이는 한 번의 페널티 킥 실축을 포함한 72회의 슛팅에서 0골, 0어시스트를 기록했다. FA컵에서는 2골, 2어시스트를 기록했다.